# Grana del Monferrato
Il Grana del Monferrato (per distinguerlo dal torrente Grana che scorre in provincia di Cuneo) è un piccolo corso d'acqua collinare, affluente di destra del Po che scorre quasi interamente nella provincia di Alessandria nel complesso collinare del Monferrato settentrionale. Nonostante le sue modeste dimensioni, è il maggiore tra i tributari monferrini del Po per lunghezza, bacino e portata.

## Percorso

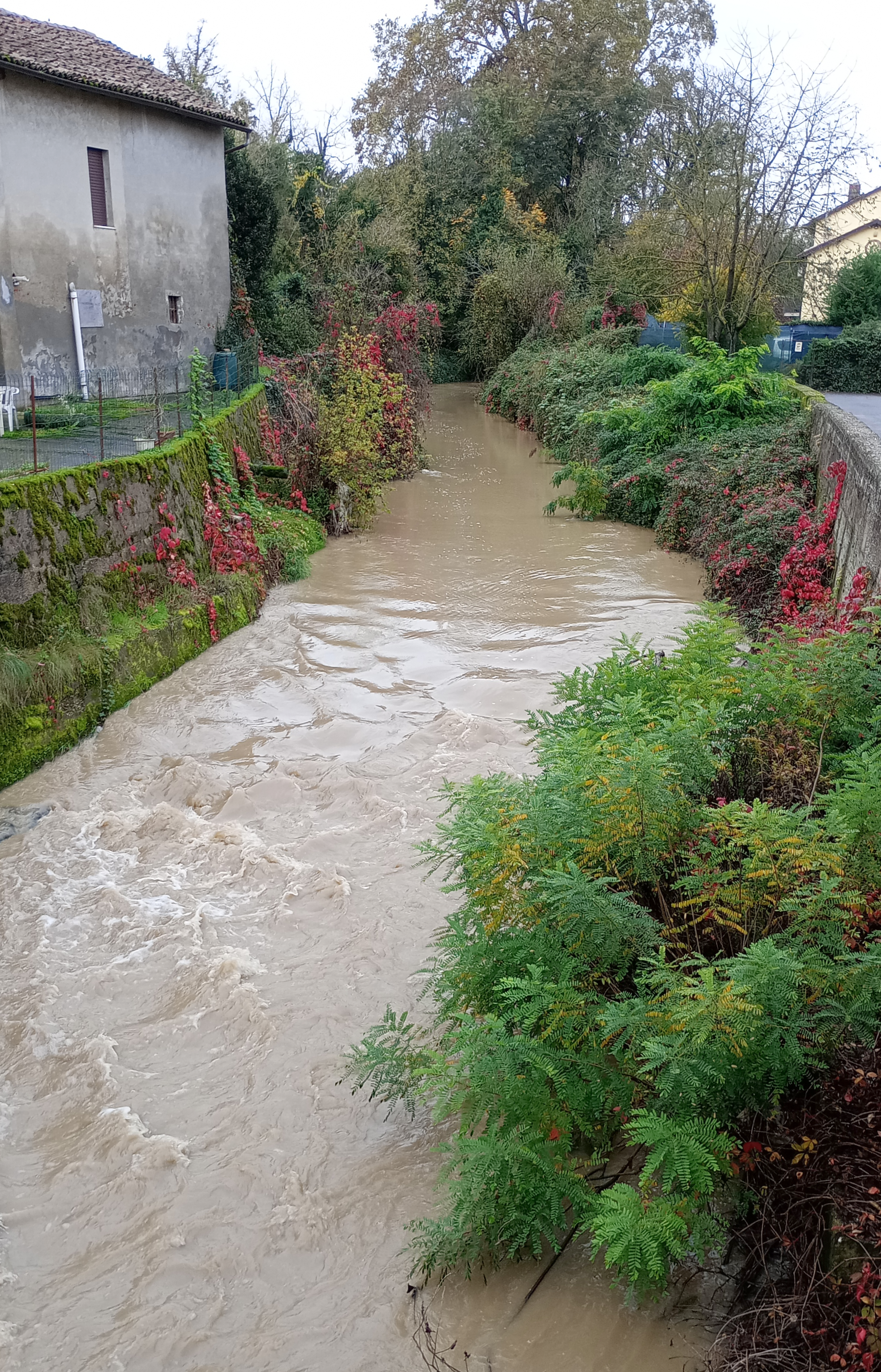
Il Grana durante un periodo piovoso autunnale

Nasce nominalmente in provincia di Asti presso l'omonimo comune di Grana Monferrato dall'unione di due minuscoli rii provenienti rispettivamente dai comuni di Moncalvo  e Grazzano Badoglio, ma la sua sorgente storica è situata nell'impluvio della collina di Moncalvo. Dopo aver attraversato il tratto astigiano del percorso Monferrino  entra in provincia di Alessandria dividendosi per un breve tratto in due piccoli rami che poi si riuniscono presso il comune di Cuccaro Monferrato. Giunto presso il comune di Mirabello Monferrato il torrente riceve una piccola parte delle acque irrigue del Canale Lanza (che nasce a Casale Monferrato dal Po) che ne aumentano significativamente la portata. Da qui attraversa impetuoso e pesantemente canalizzato il comune di Giarole entrando poi in pianura dove scorre ai piedi delle ultime propaggini del Monferrato, quasi parallelo al corso del Po. Qui bagna il comune di Pomaro Monferrato, ricevendo qualche km più a valle da destra svariati affluenti: il Rio Anda, suo principale tributario, il Rio Fosseto e il Rio Fogliabella.
In breve, giunto presso la città di Valenza, sfocia da destra nel Po non molto lontano dal confine con la Lombardia.

### Comuni attraversati
Attraversa i comuni di Moncalvo, Calliano, Penango, Grana Monferrato, Casorzo, Montemagno, Viarigi, Altavilla Monferrato, Vignale Monferrato, Fubine, Cuccaro Monferrato, Camagna Monferrato, Lu, Conzano, Mirabello Monferrato, Occimiano, Giarole, Bozzole, Pomaro Monferrato, Valenza.

## Regime idrico
Il torrente ha una portata abbastanza modesta (c. 2,2 m³/s presso la foce), soggetta peraltro a improvvise variazioni dovute allo scarico artificiale di acque dal Canale Lanza che avviene presso Giarole.
Il caso di precipitazioni insistenti il Grana straripa di frequente nel suo tratto di pianura allagando così le campagne, soprattutto a causa del carattere particolarmente capriccioso del suo affluente Rio Anda.